# Friedhelm Hofmann
Friedhelm Hofmann (Keulen, 12 mei 1942) is een Duits geestelijke en bisschop van de Rooms-Katholieke Kerk.
Hofmann werd geboren als derde van vier kinderen. Na zijn studies werd hij in 1969 tot priester gewijd. Hij ging aan de slag als zielzorger in het aartsbisdom Keulen. Hiernaast studeerde hij kunstgeschiedenis en filosofie.
In 1992 werd Hofmann hulpbisschop van Keulen. In 2003 overleed de toenmalige bisschop van Würzburg, Paul-Werner Scheele. Hofmann werd benoemd tot zijn opvolger.